# Fraserburgh Universität
Die University of Fraserburgh (Universität Fraserburgh) war eine Universität, die im Jahr 1592 von Sir Alexander Fraser of Philorth in Fraserburgh, Schottland, gegründet wurde.

## Geschichte
1592 wurde Fraserburgh zur Stadt erhoben, und Sir Alexander Fraser erhielt die Erlaubnis, eine Universität oder ein College zu eröffnen. Im Jahr 1597 stimmte das Parlament zu, ihm die Kosten für dessen Bau zu erstatten.
Charles Ferme, ein ehemaliger Student und Lehrer an der Universität von Edinburgh, wurde 1600 zum Rektor ernannt und blieb fünf Jahre lang, bis er wegen seiner Teilnahme an der Generalversammlung von Aberdeen verhaftet wurde.

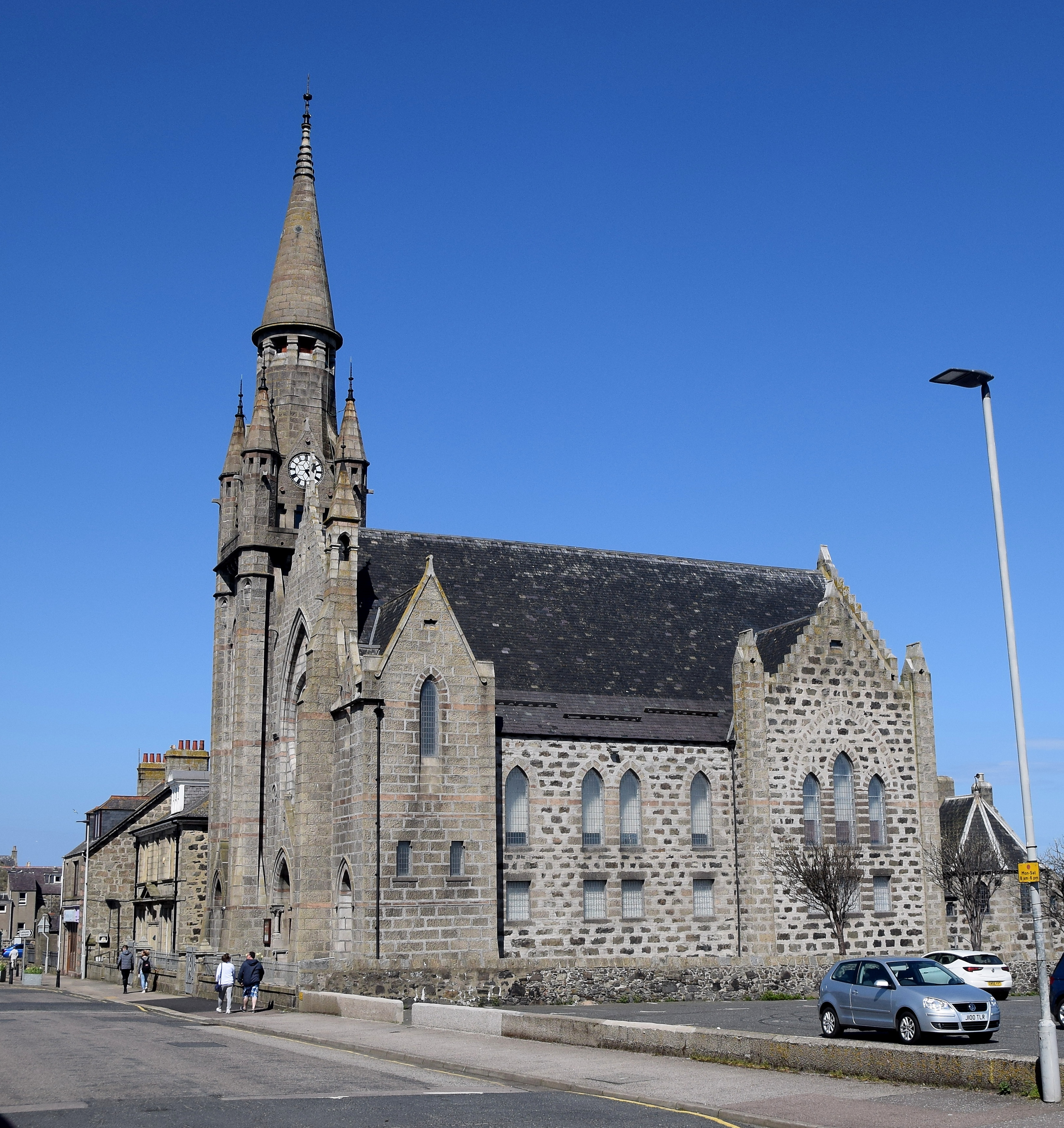
Standort der Moses-Tafel

Er wurde 1609 freigelassen und unterrichtete dort bis zu seinem Tod im Jahr 1617 weiter.
Im Jahr 1647 zog das King’s College aufgrund der Pest vorübergehend in diese Gebäude ein. Ein noch erhaltener Teil des Gebäudes, die Moses-Tafel, befindet sich heute in einer Kirche.